# Umaltolepis
Umaltolepis — вимерлий рід насіннєвих рослин, відомий з ранньої юри до ранньої крейди в Азії.

## Опис
Umaltolepis складався з товстої, смолистої зонтикоподібної чотирилопатевої купули, що трималася на стеблоподібній колонці, яка була прикріплена до верхівки короткого пагона. Зазвичай купула має довжину до 2 сантиметрів і ширину до 1 сантиметра. Рослина Umaltolepis, ймовірно, запилювалась вітром. Насіння має тонкі стінки і, ймовірно, розповсюджувалося вітром, а купула, ймовірно, служила для захисту тендітного насіння під час їх розвитку. Купула розривається, щоб звільнити насіння, коли воно дозріває. Листки мають ремінчасту форму та дещо нагадують листя гінкго, мають ряд (зазвичай від 4 до 8) паралельних жилок, і, як правило, мають ширину кілька мм у найширшому місці та кілька сантиметрів у довжину. Листя розташовувалися на пучках на верхівках коротких пагонів.

## Екологія
Відомо, що рослина Umaltolepis-Pseudotorellia росла в торф'яних болотах, а також у річково-озерних середовищах.

## Види
- Umaltolepis vachrameevii
- Umaltolepis mongoliensis
- Umaltolepis coleoptera
- Umaltolepis hebeiensis
- Umaltolepis rarinervis
- Umaltolepis zhoui
- Umaltolepis sogdianica
- Umaltolepis involuta
- Umaltolepis irkutensis
- Umaltolepis yimaensis